# Cucullia
Genre
Cucullia est un genre de lépidoptères (papillons) de la famille des Noctuidae, de la sous-famille des Cuculliinae.

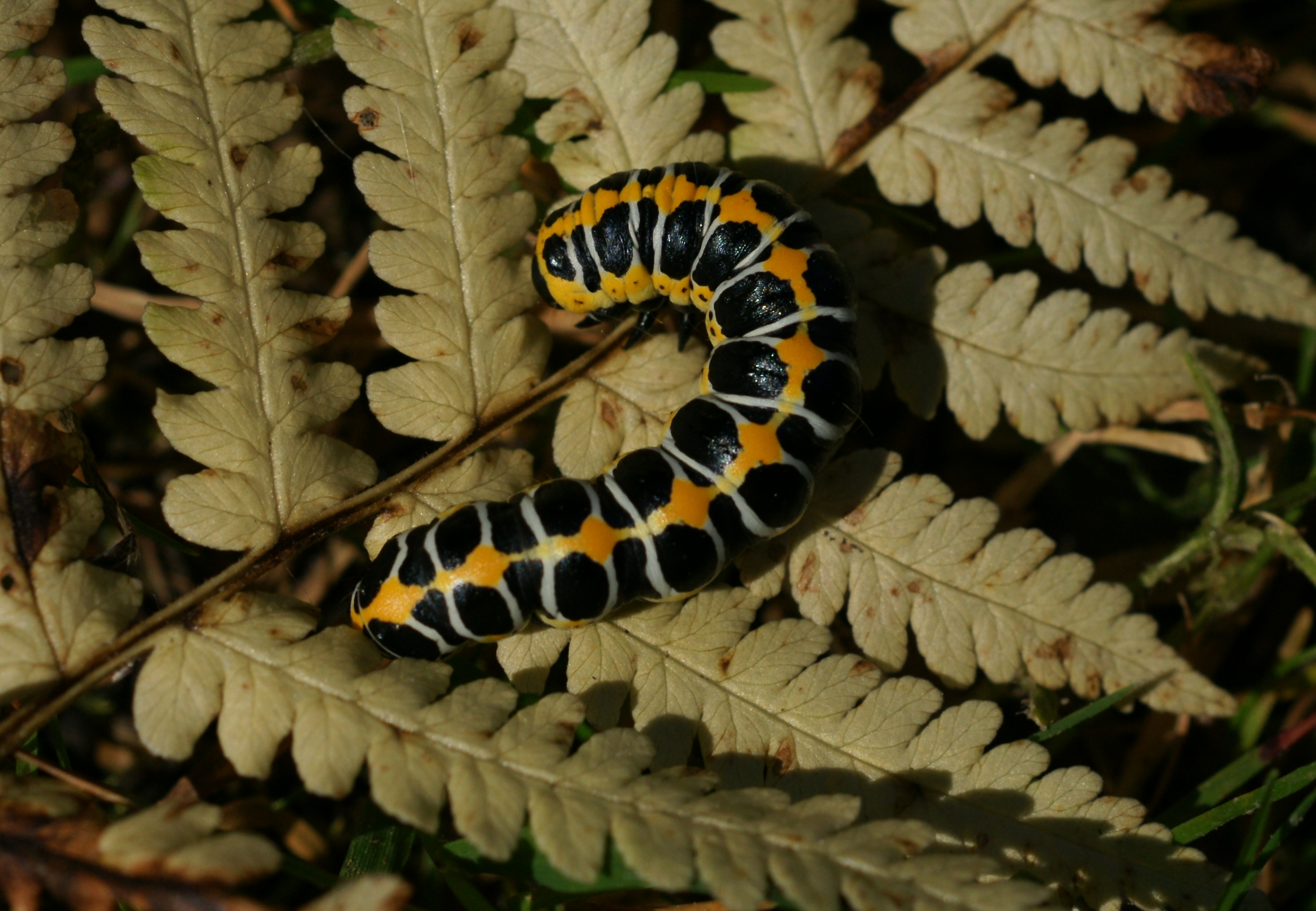
Chenille de Cucullia lactucae

## Systématique

### Taxinomie
En Europe, le genre comporte trois sous-genres selon Fauna Europaea (1er sept. 2013) :
- sous-genre Cucullia (Calocucullia)
- sous-genre Cucullia (Cucullia)
- sous-genre Cucullia (Shargacucullia)

Cette classification est aujourd'hui abandonnée.  

## Espèces rencontrées en Europe

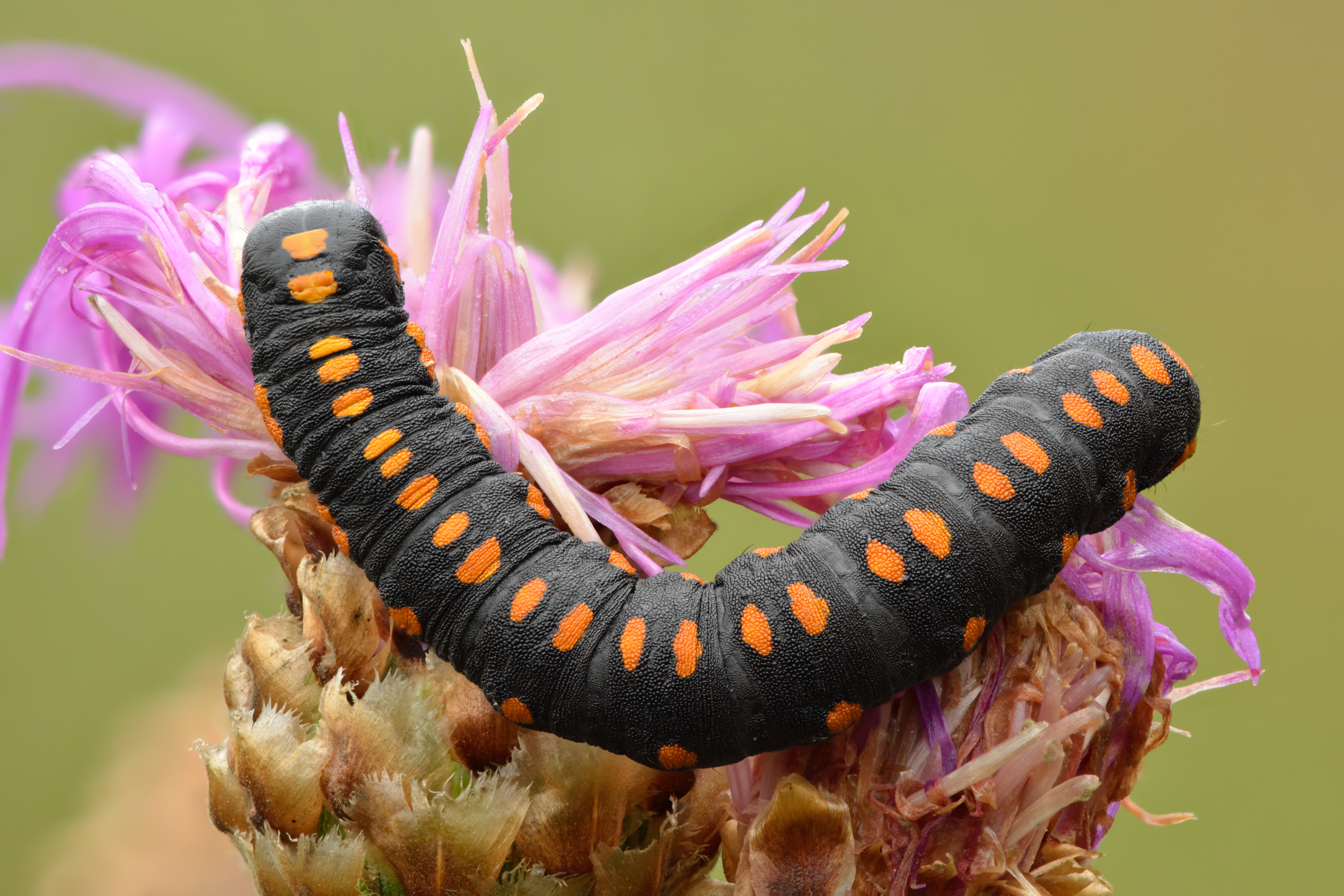
Cucullia lucifuga de dessus.

- Cucullia absinthii (Linnaeus, 1761)
- Cucullia achilleae Guénée, 1852
- Cucullia amota Alphéraky, 1887
- Cucullia argentea (Hufnagel, 1766)
- Cucullia argentina (Fabricius, 1787)
- Cucullia artemisiae (Hufnagel, 1766)
- Cucullia asteris (Denis & Schiffermüller, 1775)
- Cucullia balsamitae Boisduval, 1840
- Cucullia biornata Fischer von Waldheim, 1840
- Cucullia biskrana Oberthür, 1918
- Cucullia boryphora Fischer von Waldheim, 1840
- Cucullia bubaceki Kitt, 1925
- Cucullia calendulae Treitschke, 1835
- Cucullia campanulae Freyer, 1831
- Cucullia cemenelensis Boursin, 1923
- Cucullia chamomillae (Denis & Schiffermüller, 1775)
- Cucullia cineracea Freyer, 1841
- Cucullia dracunculi (Hübner, 1813)
  - Cucullia dracunculi anthemidis Guénée, 1852
  - Cucullia dracunculi dracunculi (Hübner, 1813)
- Cucullia formosa Rogenhofer, 1860
- Cucullia fraterna Butler, 1878
- Cucullia fraudatrix Eversmann, 1837
- Cucullia fuchsiana Eversmann, 1842
- Cucullia gnaphalii (Hübner, 1813)
- Cucullia hartigi G. Ronkay & L. Ronkay, 1988
- Cucullia improba Christoph, 1885
- Cucullia inderiensis Herrich-Schäffer, 1856
- Cucullia lactea (Fabricius, 1787)
- Cucullia lactucae (Denis & Schiffermüller, 1775)
  - Cucullia lactucae lactucae (Denis & Schiffermüller, 1775)
  - Cucullia lactucae pustulata Eversmann, 1842
- Cucullia lindei Heyne, 1899
- Cucullia lucifuga (Denis & Schiffermüller, 1775)
- Cucullia magnifica Freyer, 1839
- Cucullia mixta Freyer, 1841
  - Cucullia mixta lorica G. Ronkay & L. Ronkay, 1987
  - Cucullia mixta mixta Freyer, 1841
- Cucullia naruenensis Staudinger, 1879
- Cucullia praecana Eversmann, 1843
- Cucullia propinqua Eversmann, 1842
- Cucullia sabulosa Staudinger, 1879
- Cucullia santolinae Rambur, 1834
- Cucullia santonici (Hübner, 1813)
- Cucullia scopariae Dorfmeister, 1853
- Cucullia spectabilisoides Poole, 1989
- Cucullia splendida (Stoll, 1782)
- Cucullia syrtana Mabille, 1888
- Cucullia tanaceti (Denis & Schiffermüller, 1775)
- Cucullia tiefi Tshetverikov, 1956
- Cucullia umbratica (Linnaeus, 1758) - Ombrageuse
- Cucullia virgaureae Boisduval, 1840
- Cucullia xeranthemi Boisduval, 1840

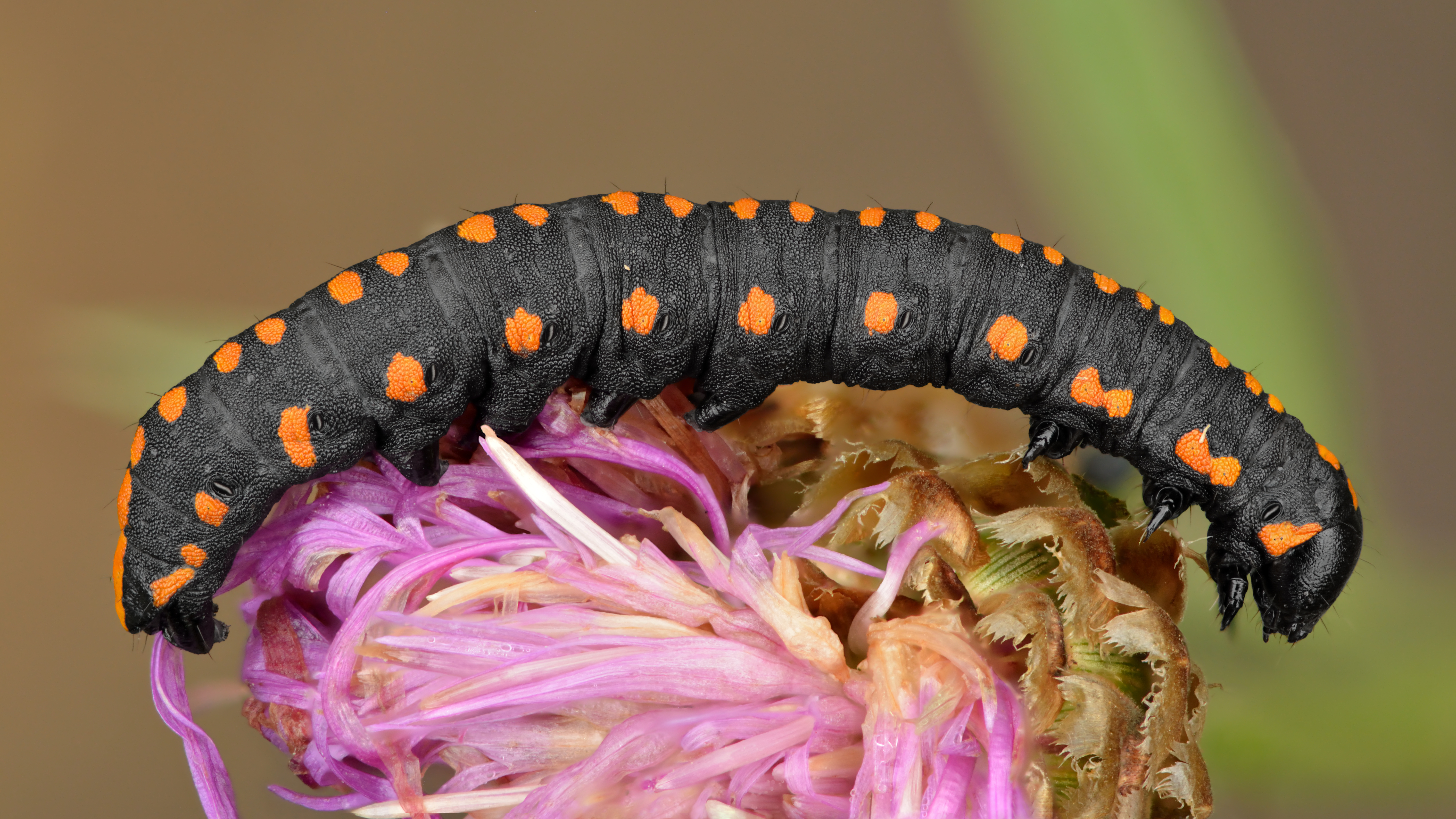
Cucullia lucifuga, vue de profil. Sa taille est d'environ 5 cm. Elle est portée par une centaurea. Elle se promène dans les environs de Kulna, en Estonie. Juillet 2021.

### Espèces du sous-genreShargacucullia
- Cucullia (Shargacucullia) barthae Boursin, 1933
- Cucullia (Shargacucullia) blattariae (Esper, 1790)
- Cucullia (Shargacucullia) canariensis Pinker, 1968
- Cucullia (Shargacucullia) caninae Rambur, 1833
- Cucullia (Shargacucullia) erythrocephala Wagner, 1914
- Cucullia (Shargacucullia) gozmanyi (G. Ronkay & L. Ronkay, 1994)
- Cucullia (Shargacucullia) lanceolata (Villers, 1789)
  - Cucullia (Shargacucullia) lanceolata anceps Staudinger, 1882
  - Cucullia (Shargacucullia) lanceolata lanceolata (Villers, 1789)
- Cucullia (Shargacucullia) lychnitis Rambur, 1833
- Cucullia (Shargacucullia) prenanthis Boisduval, 1840
- Cucullia (Shargacucullia) reisseri Boursin, 1933
- Cucullia (Shargacucullia) scrophulariae (Denis & Schiffermuller, 1775) - Cucullie de la scrofulaire
- Cucullia (Shargacucullia) scrophulariphaga Rambur, 1833
- Cucullia (Shargacucullia) scrophulariphila Staudinger, 1859
- Cucullia (Shargacucullia) verbasci (Linnaeus, 1758) - Cucullie du bouillon blanc